# Toxotes oligolepis
Toxotes oligolepis é uma espécie de peixe da família Toxotidae.
É endémica da Austrália.